# Cruz Bay
Cruz Bay – miasto na wyspie Saint John w archipelagu Wysp Dziewiczych Stanów Zjednoczonych. Ma około 2,7 tys. mieszkańców (2000).